# Akademia Nauk Stosowanych Towarzystwa Wiedzy Powszechnej w Szczecinie
Akademia Nauk Stosowanych Towarzystwa Wiedzy Powszechnej w Szczecinie (ANS TWP), dawniej Wyższa Szkoła Humanistyczna Towarzystwa Wiedzy Powszechnej w Szczecinie (ang. The School of Higher Education in Humanities of the Association for Adult Education) – niepubliczna uczelnia kształcąca na kierunkach humanistycznych i społecznych z siedzibą w Szczecinie. Założona przez Oddział Regionalny Towarzystwa Wiedzy Powszechnej w Szczecinie w 1997 roku. 
20 stycznia 2022 r. na podstawie zarządzenia Ministra Edukacji i Nauki uczelnia została przemianowana z Wyższej Szkoły Humanistycznej Towarzystwa Wiedzy Powszechnej w Szczecinie na Akademię Nauk Stosowanych TWP w Szczecinie.
Akademia posiada również 4 filie: w Białymstoku, Koninie, Ostrołęce i Zgorzelcu.

## Poczet Rektorów
1. prof. dr hab. Kazimierz Jaskot (1997-2000)
2. dr hab. Jan Nikołajew (2000–2006)
3. dr Anna Nowak (2006–2009)
4. prof. dr hab. Kazimierz Wenta (2009–2014)
5. dr hab. Waldemar Urbanik, prof. ANS TWP (2014-2024)
6. dr Grażyna Leśniewska, prof. ANS TWP (od 2024)

## Władze
Opracowano na podstawie źródła:
- Rektor: dr Grażyna Leśniewska, prof. ANS TWP
- Dziekan Wydziału Nauk Społecznych i Stosowanych w Szczecinie: dr Anna Oleszak
- Prodziekan: mgr Agnieszka Żwierełło
- Dziekan Filii w Zgorzelcu: dr Anna Oleszak
- Dziekan Filii w Koninie: dr Krzysztof Kupiński
- Dziekan Filii w Białymstoku: mgr Bohdan Nowicki
- Dziekan Filii w Ostrołęce: dr Hanna Kowalczyk
- Kanclerz: mgr Joanna Golczyk

## Struktura
Wydział Nauk Społecznych i Stosowanych
- Katedra Psychologii
- Katedra Pedagogiki
- Katedra Pracy Socjalnej
- Katedra Kryminologii
- Katedra Bezpieczeństwa i Higieny Pracy
- Katedra Obronności i Bezpieczeństwa Narodowego

Filie:
- Filia w Białymstoku
- Filia w Koninie
- Filia w Ostrołęce
- Filia w Zgorzelcu

Pracownie i Laboratoria:
- Pracownia Neuroterapii i Biofeedbacku
- Pracownia Badań Fokusowych
- Pracownia Testów Psychologicznych
- Pracownia Komunikacji i Treningu Grupowego
- Pracownia Badań Kryminalistycznych
- Pracownia Nowoczesnych Technologii i Informacji Przestrzennej
- Pracownia Pierwszej Pomocy Przedmedycznej
- Pracownia Badań Społeczno - Gospodarczych
- Laboratorium Środowiska Pracy

Jednostki ogólnouczelniane:
- Biuro ds. osób z niepełnosprawnościami
- Centrum Obsługi Studenta
- Centrum Doradztwa Zawodowego
- Biuro spraw studenckich
- Międzywydziałowa Katedra Realizmu Krytycznego
- Ośrodek Doskonalenia Nauczycieli
- Dziecięcy Uniwersytet Humanistyczny
- Akademia Szlifowania Diamentów (dla młodzieży)
- Uniwersytet III Wieku
- Biblioteka (księgozbiór – ponad 26 tys. woluminów)
- 3 własne przedszkole i 3 własne żłobki - jako miejsce praktyk i straży

## Kierunki kształcenia
Uczelnia daje możliwość podjęcia studiów I i II stopnia oraz jednolitych magisterskich.
- Bezpieczeństwo i higiena pracy (I stopnia)
- Kryminologia (I i II stopnia)
- Obronność i bezpieczeństwo wewnętrzne (I stopnia)
- Psychologia w biznesie (I stopnia)
- Socjologia organizacji i zarządzania (II stopnia)
- Praca socjalna (II stopnia)
- Psychologia (jednolite magisterskie)
- Pedagogika specjalna (jednolite magisterskie)
- Pedagogika przedszkolna i wczesnoszkolna (jednolite magisterskie)

Uczelnia posiada również prawo kształcenia na studiach podyplomowych oraz studiach MBA.